# Svájci férfi kézilabda-válogatott
A svájci férfi kézilabda-válogatott Svájc nemzeti csapata, melyet a Svájci Kézilabda-szövetség (németül: Schweizerischer Handball-Verband) irányít.
A Berlinben rendezett 1936-os nyári olimpiai játékokon a 3. helyet szerezte meg. Az 1954-es és 1993-as világbajnokságon egyaránt a negyedik helyen végzett. Kézilabda-Európa-bajnokságon először 2004-ben szerepelt és a 12. helyet szerezte meg. Rá két évre a 2006-os Eb-nek Svájc adott otthont.

## Eredmények nemzetközi tornákon

### Nyári olimpiai játékok
- 1936: 3. hely
- 1980: 8. hely
- 1984: 7. hely
- 1996: 8. hely

### Világbajnokság
- 1954: 4. hely
- 1961: 10. hely
- 1964: 12. hely
- 1967: 14. hely
- 1970: 15. hely
- 1982: 12. hely
- 1986: 11. hely
- 1990: 13. hely
- 1993: 4. hely
- 1995: 7. hely
- 2021: 16. hely
- 2025: 11. hely

### Európa-bajnokság
- 2002: 13. hely
- 2004: 12. hely
- 2006: 14. hely
- 2020: 16. hely
- 2024: 21. hely

## Külső hivatkozások
- A svájci kézilabda-szövetség honlapja.